# Eleição para o Senado federal por Dakota do Norte em 2012
A eleição para o senado do estado americano de Dakota do Norte foi realizada em 6 de novembro de 2012, simultaneamente com as eleições para a câmara dos representantes, para o senado, para alguns governos estaduais e para o presidente da república. O senador democrata Kent Conrad não concorreu a um quinto mandato. As eleições primárias no estado foram realizadas em 12 de junho. Heidi Heitkamp foi eleita senadora com menos de cinco mil votos de diferença.

## Primária democrata
A NPL (filial do Partido Democrata em Dakota do Norte)  realizou sua convenção estadual entre 16 a 18 março de 2012, em Grand Forks. A ex-procuradora geral e candidata a governadora em 2000 Heidi Heitkamp foi escolhida de forma unânime.

### Candidatos

#### Declarados
- Heidi Heitkamp, ex-procuradora e candidata a governadora em 2000.[4]

#### Desistências
- Thomas Potter, pastor e ex-professor da University of North Dakota.[5]
- Joel Heitkamp, senador estadual[6][7]
- Tim Mathern, senador estadual e candidato a governador em 2008.[7]
- Tracy Potter, senador estadual e candidato ao senado em 2010[7]
- Tim Purdon, procurador dos Estados Unidos[8]
- Jasper Schneider, diretor da USDA.[7][9]
- Kent Conrad, atual senador[6]
- Pam Gulleson, deputado estadual e ex-diretor estadual de campanha do senador Byron Dorgan.[10]
- Kristin Hedger, ex-candidato a secretario de estado[11]
- Roger Johnson, ex-comissário de agricultura[12]
- Earl Pomeroy, ex-representante dos Estados Unidos[13]
- Mac Schneider, state senator[11]
- Ryan Taylor, líder da minoria no senado estadual[14]

## Primária republicana
A convenção do Partido Republicano escolheu o representante Rick Berg, embora a nomeação do partido é feita após uma eleição estadual primária realizada em 12 de junho de 2012. Em contraste com a tradição política, o candidato Duane Sand não procurou o aval do partido para ser candidato e enfrentou Berg na votação primária de junho, sendo derrotado com 33,59% dos votos.

### Candidatos

#### Declarados
- Rick Berg, representante dos Estados Unidos[16][17]
- Duane Sand, ex-diretor estadual da Americans for Prosperity[18]

- Bob Harms, tesoureiro do partido republicano[7]
- Kelly Schmidt, tesoureiro do estado[19][20]
- John Warford, prefeito de Bismarck[21]

#### Desistências
- Al Carlson, líder da maioria na câmara estadual[22]
- Tony Clark, comissário de serviços públicos[23]
- Kevin Cramer, comissário de serviços públicos[23]
- Cory Fong, comissário de imposto estadual[24]
- Jack Dalrymple, governador e candidato ao senado em 1992.[25]
- Shane Goettle, membro do diretório estadual do senador John Hoeven.[26]
- Tony Grindberg, senador estadual[27]
- Brian Kalk, comissário de serviços públicos (candidato a câmara dos representantes)[28]
- Kim Koppelman, representante estadual[29]
- Ed Schafer, ex-secretário de agricultura dos Estados Unidos e ex-governador[30]
- Wayne Stenehjem, procurador geral do estado[31]
- Drew Wrigley, vice-governador do estado[25]

### Pesquisas
| Fonte                    | Data(s)              | Amostra | Mergem de erro | Rick Berg | Duane Sand | Indecididos |
| ------------------------ | -------------------- | ------- | -------------- | --------- | ---------- | ----------- |
| Mason Dixon              | 4-6 de junho de 2012 | 625†    | ± 4%           | 73%       | 16%        | 11%         |
| Forum Communications Co. | 3-8 de maio de 2012  | 500     | ± 4,3%         | 65%       | 21%        | 14%         |

### Resultados
|  | Republicano | Rick Berg  | 67.849 | 66,41% |
|  | Republicano | Duane Sand | 34.209 | 33,59% |

## Eleição geral

### Candidatos
- Rick Berg (R), representante[16][17]
- Heidi Heitkamp (D), ex-procuradora geral e candidata democrata para governador em 2000[4]

### Pesquisas
| Fonte                    | Data(s)                | Amostra | Margem de erro | Heidi Heitkamp (D) | Rick Berg (R) | Outros | Indecididos |
| ------------------------ | ---------------------- | ------- | -------------- | ------------------ | ------------- | ------ | ----------- |
| Mason-Dixon              | 3-5 de outubro de 2012 | 625     | ± 4.0%         | 47%                | 47%           | –      | 6%          |
| Rasmussen Reports        | 10-11 de julho de 2012 | 400     | ± 5,0%         | 40%                | 49%           | 2%     | 8%          |
| Mason Dixon              | 4-6 de junho de 2012   | 625     | ± 4%           | 47%                | 46%           | –      | 7%          |
| Forum Communications Co. | 3-8 de maio de 2012    | 500     | ± 4,3%         | 44%                | 51%           | –      | 5%          |

### Resultados
|  | Democrata   | Heidi Heitkamp | 160.752 | 50,25% |
|  | Republicano | Rick Berg      | 157.758 | 49,31% |
|  | Total:      | Total:         | 319.908 | 100%   |